# جیجیگا
جیجیگا (به لاتین: Jijiga) یک منطقهٔ مسکونی در اتیوپی است که در Jijiga Zone واقع شده‌است. جیجیگا ۳۰۰٫۰۰۰ نفر جمعیت دارد و ۱٬۶۰۹ متر بالاتر از سطح دریا واقع شده‌است.
من سید مجتبی آقایی به آنجا اجناس میفروشم